# Mantispa coorgensis
Mantispa coorgensis är en insektsart som beskrevs av Ohl 2004. Mantispa coorgensis ingår i släktet Mantispa och familjen fångsländor. Inga underarter finns listade i Catalogue of Life.